# Nava care cântă
Nava care cântă (engleză: The Ship Who Sang) este un roman științifico-fantastic din 1969 al scriitoarei americane ce trăiește în Irlanda Anne McCaffrey. Romanul este o extindere a mai multor lucrări apărute între 1961-1969:
- The Ship Who Sang, 1961
- The Ship who Mourned, 1966
- The Ship Who Killed, 1966
- Dramatic Mission, 1969
- The Ship Who Dissembled, 1969
- The Partnered Ship, 1969

Prima povestire, "The Ship Who Sang", a fost publicată în The Magazine of Fantasy and Science Fiction (aprilie 1961) și a fost inclusă de editorul Judith Merril în  antologia 7th Annual of the Year's Best S-F (1962).
Eroul principal al romanului este un cyborg: Helva, care este ființă umană dar și navă spațială sau, în engleză, brainship.

## Traduceri
Povestirea  „Nava care cântă” (tradusă de Emanuel Huțanu) a apărut în Sci-Fi Magazin, numărul 4 (ianuarie 2008).